# Mary Caldwell
Mary Letitia Caldwell (18 décembre 1890 - 1er juillet 1972) est une chimiste américaine. La plupart de ses travaux se concentrent sur l'amylase, une enzyme de l'amidon, trouvant notamment une méthode pour purifier l'amylase pancréatique porcine cristalline,.

## Jeunesse et éducation
Caldwell est née à Bogota, en Colombie, de missionnaires américains. Elle obtient son baccalauréat du Western College for Women en 1913 et enseigne à l'école jusqu'en 1918. Elle obtient sa maîtrise et son doctorat de l'Université Columbia en 1919 et 1921. Elle est ensuite la première femme enseignante au département de chimie de l'Université de Columbia. En 1951, elle prend sa retraite de l'enseignement et commence ses études sur les enzymes, en particulier l'amylase.[réf. nécessaire]

## Carrière
Après avoir obtenu son diplôme d'études supérieures à l'Université de Columbia, Caldwell devient le premier professeur de chimie à l'Université Columbia de 1948 à 1949. Elle est la seule femme membre de la faculté senior du département de chimie devenant la première femme à atteindre le rang de professeur adjoint à Columbia. Elle est professeur titulaire en 1948.
Caldwell a un handicap musculaire progressif et commence à utiliser un fauteuil roulant en 1960. Malgré cela, elle garde son bureau au 9e étage de son centre de recherche. En 1960, elle reçoit la Médaille Garvan-Olin de l'American Chemical Society, une distinction décernée chaque année à une chimiste américaine.
Elle fait des recherches sur un type d'enzyme appelée amylase. Elle passe beaucoup de temps à essayer de purifier des enzymes car elle n'est pas satisfaite du matériel commercial. Elle tente de trouver une forme plus pure d'amylase et elle développe une méthode pour isoler les enzymes pancréatiques cristallines.